# Терразини
Терразини (итал. Terrasini) — коммуна в Италии, располагается в регионе Сицилия, в провинции Палермо.
Население составляет 11129 человек (2008 г.), плотность населения составляет 572 чел./км². Занимает площадь 19 км². Почтовый индекс — 90049. Телефонный код — 091.
Покровительницей коммуны почитается Пресвятая Богородица (Madonna delle Grazie), особое празднование — 8 сентября, на Рождество Пресвятой Богородицы.
В Терразини расположен музей сицилийских повозок.

## Демография
Динамика населения:

## Администрация коммуны
- Официальный сайт: http://www.comune.terrasini.pa.it/